# Esaias Tegnér den yngre
Esaias Henrik Wilhelm Tegnér den yngre, född 13 januari 1843 i Källstorp, Malmöhus län, död 21 november 1928 i Lund, var en svensk språkforskare. Han var professor i österländska språk vid Lunds universitet 1879–1908, chef för Svenska Akademiens ordboks redaktion 1913–1919, ledamot av Bibelkommissionen 1884–1917 samt ledamot av Svenska Akademien (stol nr 9) från 1882. Tegnér var sonson till sin berömde namne, skalden Esaias Tegnér, och svåger till Alice Tegnér.

## Biografi
Esaias Tegnérs föräldrar var prosten, kyrkoherden Kristofer Tegnér och Emma Sofia, född Kinberg. Han blev student vid Lunds universitet 1859, filosofie doktor 1865 och docent i semitiska språk samma år. År 1872 blev han adjunkt i jämförande språkforskning. Han föreläste i Stockholm i allmän språkvetenskap 1873 och blev ledamot av Kungliga Vetenskaps-Societeten i Uppsala 1876.
Tegnér gifte sig 1879 med Märta Maria Katarina, född Ehrenborg 1859 i Linde, Gotlands län. Samma år blev han ledamot av Kungliga Vitterhets Historie och Antikvitets Akademien. Han blev ledamot av Kungliga Vetenskaps- och Vitterhetssamhället i Göteborg 1882, teologie doktor i Köpenhamn 1894 och ledamot av Vetenskapsakademien 1896. Utsedd till hedersledamot av Vetenskapssocieteten i Lund (HedLVSL).
Tegnér ligger begravd på Östra kyrkogården i Lund.

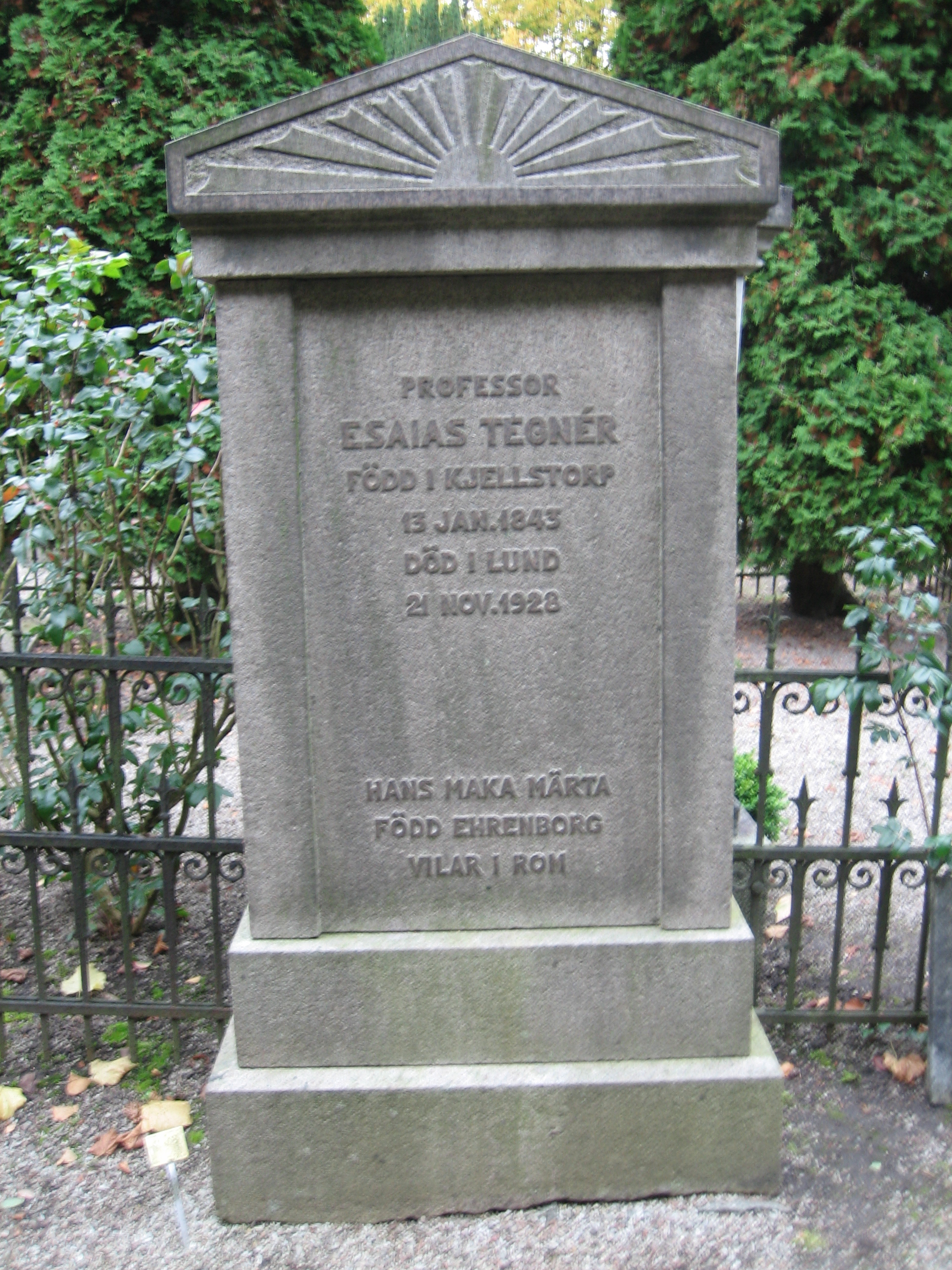
Esaias Tegnérs grav på Östra kyrkogården i Lund.

## Indoeuropeistik
Tegnér skrev blott en tidskriftsuppsats om de indoeuropeiska språkens historia, De ariske språkens palataler, men den är betydande eftersom han där föreslår en lösning för ett av tidens tre viktigaste spörsmål. Mellan 1860 och 1880 löstes tre problem genom utarbetandet av ljudlagarna Grassmanns lag, Verners lag och palatallagen. Tegnér är en av flera möjliga upphovsmän till palatallagen, das Palatalgesetz, som beskriver en ljudförändring i det indoiranska urspråket. Upptäckten fick långtgående konsekvenser för beskrivningen av urindoeuropeiskans vokalsystem.

## Språkreform

### Stavning
Under artonhundratalets senare hälft rasade i Sverige en stavningsdebatt mellan konservativa ledamöter i Svenska Akademien och ”nystavarna”, företrädda av Adolf Noreen. Esaias Tegnér kom att inta en mellanposition.
Stavningsfejden blossade upp före Tegnérs inträde i Svenska Akademien, efter utgivningen av första upplagan av Svenska Akademiens ordlista 1874. I ordlistan togs ingen hänsyn till de förslag om ny rättstavning som antagits 1869 av skandinavister från Norge, Danmark och Sverige och som sammanfattats i 15 punkter i Artur Hazelius manifest ”Om svensk rättstafning” (1870-71). Första upplagan följde i stället den traditionella leopoldska stavningsnormen från 1801.
Tegnér kastar sig in i debatten med en uppsats 1886, i vilken han som ett alternativ till reformivrarnas ljudenliga stavning förespråkar den morfematiska principen: ”likartade begrepp” skulle ”så långt möjligt [skrivas] på samma sätt”. Principen utgjorde en fruktbar kompromiss, och i sjätte upplagan av Svenska Akademiens ordlista från 1889 ledde Tegnérs inflytande till att flera av reformförslagen anammades.

### Genus
Esaias Tegnér motsatte sig försöken att bevara det svenska tregenussystemet.

### Bibelns språk
Esaias Tegnér var åren 1884-1917 ledamot av, den ursprungligen av Gustav III tillsatta, 1773 års bibelkommission, och ansvarade för översättningens språkliga principer.

### Personnamn
I uppsatsen ”Om Sveriges familjenamn” från 1882 undersökte Tegnér namnbildningselement i svenska släktnamn. Han konstaterade att några slutleder saknades, trots att de var vanliga i ortnamn. Ingen hade ännu tagit namn som slutade på -hed, -lid, -myr, -näs, -rud, -ryd, -säter, -vad, -åker, -ås eller -äng. Lederna togs år 1939 med i professor Jöran Sahlgrens Svensk namnbok, som tillhandahölls av svenska staten till hjälp för namnsökande. Under 1900-talet har de använts som namnbildningselement i flera nyskapade svenska släktnamn.
Esaias Tegner d.y. var även medlem av den kommitté som utarbetade en ny namnlängd för den svenska almanackan, vilken började användas 1901.

## Bibliografi

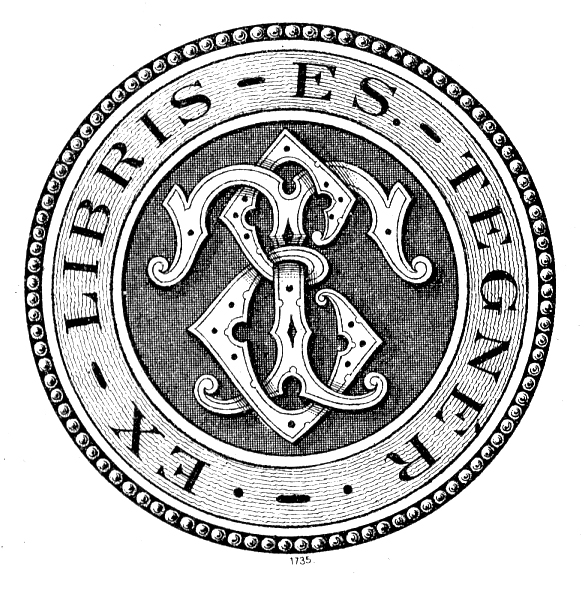
Esaias Tegnérs (d.y.) exlibris (som eventuellt också brukades av både hans farfar och hans farfars far).